# Ádám Varga
Ádám Varga (Budapest, 20 de noviembre de 1999) es un deportista húngaro que compite en piragüismo en la modalidad de aguas tranquilas.
Participó en dos Juegos Olímpicos de Verano, obteniendo dos medallas de plata, en Tokio 2020 y París 2024, ambas en la prueba de K1 1000 m.
Ganó una medalla de plata en el Campeonato Mundial de Piragüismo de 2023 y cinco medallas en el Campeonato Europeo de Piragüismo entre los años 2022 y 2025. En los Juegos Europeos de Cracovia 2023 consiguió una medalla de oro en la prueba de K1 500 m.

## Palmarés internacional
| Juegos Olímpicos   | Juegos Olímpicos         | Juegos Olímpicos | Juegos Olímpicos |
| Año                | Lugar                    | Medalla          | Competición      |
| ------------------ | ------------------------ | ---------------- | ---------------- |
| 2020               | Tokio (Japón)            | Medalla de plata | K1 1000 m        |
| 2024               | París (Francia)          | Medalla de plata | K1 1000 m        |
| Campeonato Mundial |                          |                  |                  |
| Año                | Lugar                    | Medalla          | Competición      |
| 2023               | Duisburgo (Alemania)     | Medalla de plata | K1 1000 m        |
| Juegos Europeos    |                          |                  |                  |
| Año                | Lugar                    | Medalla          | Competición      |
| 2023               | Cracovia (Polonia)       | Medalla de oro   | K1 500 m         |
| Campeonato Europeo |                          |                  |                  |
| Año                | Lugar                    | Medalla          | Competición      |
| 2022               | Múnich (Alemania)        | Medalla de plata | K1 500 m         |
| 2024               | Szeged (Hungría)         | Medalla de oro   | K1 500 m         |
| 2024               | Szeged (Hungría)         | Medalla de plata | K1 5000 m        |
| 2025               | Račice (República Checa) | Medalla de oro   | K1 500 m         |
| 2025               | Račice (República Checa) | Medalla de plata | K1 5000 m        |